# Ricardo Peláez
Ricardo Peláez Linares (Cidade do México, 14 de março de 1963) é um ex-futebolista mexicano, que atuava como atacante.

## Carreira
Atacante, ele foi um dos principais destaques do futebol mexicano na década de 1990, quando atuou no Necaxa durante dez anos (1987-1997). Jogou também por América e Chivas até se aposentar dos gramados, em 2000.

## Seleção
Pela Seleção Mexicana de Futebol, não foi lembrado por Miguel Mejía Barón para a Copa de 1994, mas disputou a Copa de 1998.